# Trpnouzské blato
Trpnouzské blato byla přírodní rezervace v okresech České Budějovice a Jindřichův Hradec. Nacházela se v Třeboňské pánvi 0,5 km východně od obce Hranice. Je dnes součástí CHKO Třeboňsko. Rezervace se rozkládala na ploše 104 ha. Byla vyhlášena v roce 2002. V roce 2013 se území PR Trpnouzské blato stalo součástí Národní přírodní rezervací Žofinka, která tvoří rozsáhlý (celková rozloha 462 ha) a na Třeboňsku jeden z nejzachovalejších komplexů rašelinišť, zařazený do seznamu mokřadů mezinárodního významu chráněných Ramsarskou úmluvou.
Předmětem ochrany byl unikátní komplex rašeliniště na místech po bývalé těžbě rašeliny se sukcesními stádii v různém stupni vývoje. Jedná se o různorodý systém zbytků těžeben rašeliny s různě vysokou vrstvou rašeliny, kde na dlouhých úzkých parcelách jednotliví vlastníci prováděli těžbu (tzv. borkování) až do padesátých let 20. století. Unikátní ohroženou a chráněnou rašeliništní flóru zde tvoří borovice blatka (Pinus uncinata subsp. uliginosa), rojovník bahenní (Rhododendron tomentosum), vlochyně bahenní (Vaccinium uliginosum), suchopýr pochvatý (Eriophorum vaginatum), klikva žoravina (Vaccinium oxycoccos), violka bahenní (Viola palustris), rosnatka okrouhlolistá (Drosera rotundifolia), ptačinec dlouholistý (Stellaria longifolia), ptačinec bahenní (Stellaria palustris), plavuň pučivá (Lycopodium annotinum). Z rašelištní fauny je nejvzácnější chráněný žluťásek borůvkový (Colias palaeno), který je glaciální relikt vázáný na vlochyni.